# Axinandra
Axinandra är ett släkte av tvåhjärtbladiga växter. Axinandra ingår i familjen Melastomataceae.
Kladogram enligt Catalogue of Life:
| Axinandra | \| \| Axinandra coriacea \| \| \| \| \| \| Axinandra zeylanica \| \| \| \| |
|           | \| \| Axinandra coriacea \| \| \| \| \| \| Axinandra zeylanica \| \| \| \| |
|           | Axinandra coriacea                                                         |
|           |                                                                            |
|           | Axinandra zeylanica                                                        |
|           |                                                                            |